# St. Ulrich (Neukirchen)

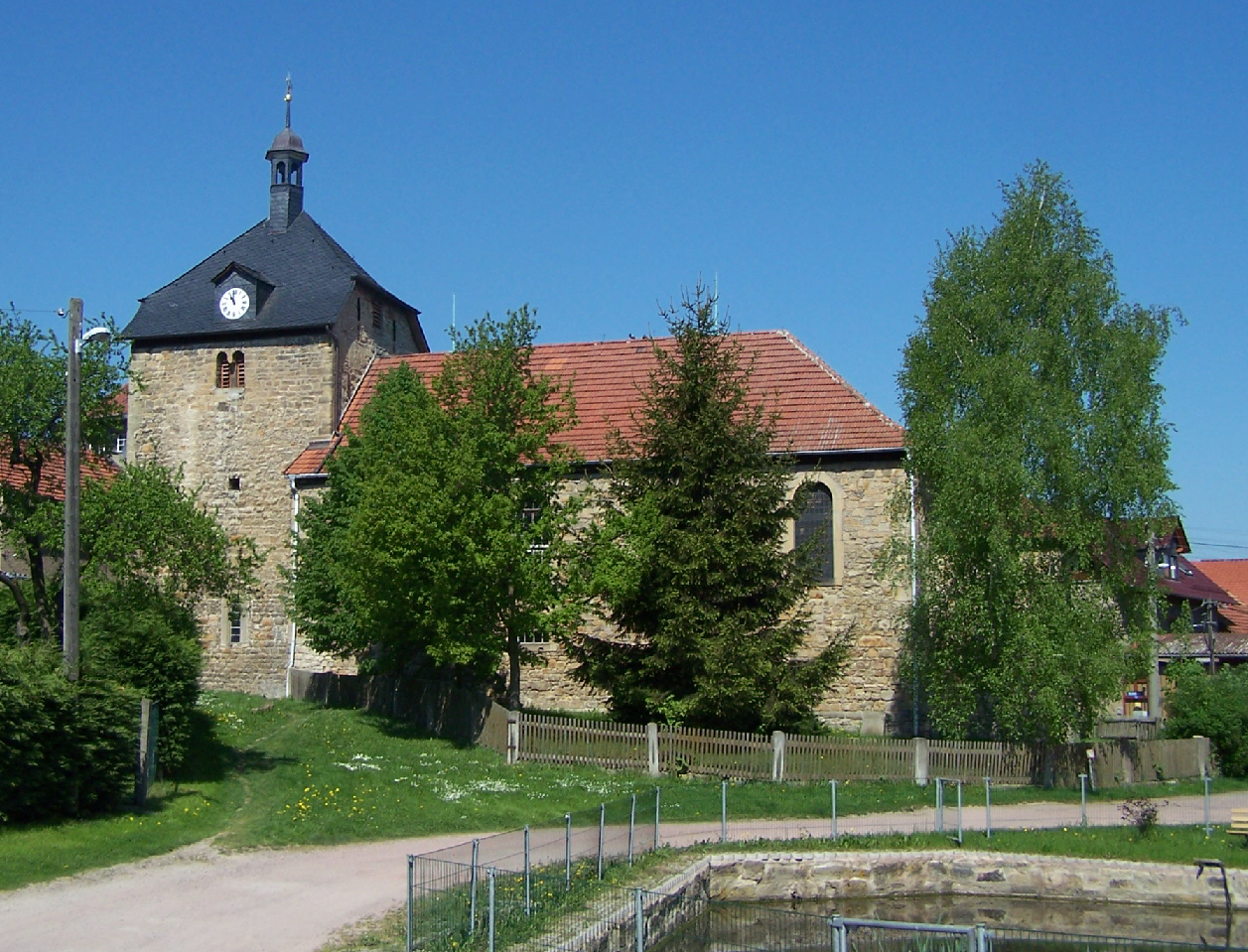

Die St.-Ulrich-Kirche ist die Dorfkirche des Stadtteiles Neukirchen der Stadt Eisenach in Thüringen. Sie ist dem heiligen Ulrich gewidmet.

## Geschichte
Die ersten Bewohner von Neukirchen gehörten als Untertanen des Erzbischofs von Mainz zur Urpfarrei der Mihlaer Martinskirche. Bereits bei der Gründung des Ortes im Jahr 1299 gab es eine Kapelle. Matthias Schreiber trat 1522 als erster lutheranischer Pfarrer seinen Dienst in Neukirchen an.
1589 wurde ein erstes Kirchenschiff an Stelle der bereits mehrfach ausgebesserten romanischen Kapelle errichtet. 1608 bis 1617 fand eine Grunderneuerung des Bauwerkes statt. Das Kirchenschiff in seiner heutigen Form stammt aus dem Jahr 1727, als man den Bau aus dem 16. Jahrhundert abtrug und ersetzte. Der romanische Wehrturm der Kapelle aus dem 12. Jahrhundert blieb trotz mehrerer Umbauten am Kirchengebäude bis heute als Kirchturm erhalten. Er wurde 1878 ausgebessert und erhielt 1934/35 ein schlichtes Schieferdach sowie eine kleine barocke Laterne als Krönung.
1842 übernahm der in Neukirchen geborene Heinrich Schwerdt (1810–1888) das Amt des Pfarrers von seinem verstorbenen Vater und hatte es bis zu seiner Versetzung als Pfarrer in die Gemeinde Tonna im Jahr 1860 inne.
Die Sankt-Ulrich-Kirche wurde 2006 restauriert. 2010 wurde der Turm innen neu verputzt und ausgemalt.

## Ausstattung
Das Kircheninnere ist mit dreiseitig umlaufenden, zweistöckigen Emporen unter einer tonnengewölbten Holzdecke, einer barocken Kanzel und einem Taufstein ausgestattet. Die Innenausmalung ist schlicht gehalten, nur wenige bildliche Darstellungen sind zu finden.